# دهستان ملاوی
ملاوی دهستانی از توابع بخش مرکزی شهرستان پلدختر در استان لرستان ایران است.

## جمعیت
بر اساس سرشماری سال ۱۳۹۵ جمعیت آن ۸٬۴۸۹ نفر (۲٬۵۴۳ خانوار) بوده‌است.